# Country-Musik 2018
Die Liste bietet eine Übersicht über das Jahr 2018 im Genre Country-Musik.

## Top Hits des Jahres

### Year-End-Charts
Dies ist die Top 10 der Year-End-Charts, die vom Billboard-Magazin erhoben wurde.
- Meant To Be – Bebe Rexha & Florida Georgia Line
- Heaven – Kane Brown
- Tequila – Dan + Shay
- You Make It Easy – Jason Aldean
- Marry Me – Thomas Rhett
- One Number Away – Luke Combs
- Simple – Florida Georgia Line
- Get Along – Kenny Chesney
- Mercy – Brett Young
- Up Down – Morgan Wallen Featuring Florida Georgia Line

### Nummer-1-Hits
Die folgende Liste umfasst die Nummer-eins-Hits der Billboard Hot Country Songs des US-amerikanischen Musikmagazines Billboard chronologisch nach Wochenplatzierung.
- 6. Januar – Meant To Be – Bebe Rexha & Florida Georgia Line
- 24. November – Lose it – Kane Brown
- 1. Dezember – Speechless – Dan + Shay

## Alben

### Year-End-Charts
Dies ist die Top 10 der Year-End-Charts, die vom Billboard-Magazin erhoben wurde.
- This One's For You – Luke Combs
- Kane Brown – Kane Brown
- Rearview Town – Jason Aldean
- Traveller – Chris Stapleton
- Life Changes – Thomas Rhett
- What Makes You Country – Luke Bryan
- From A Room: Volume 2 – Chris Stapleton
- Brett Young – Brett Young
- From A Room: Volume 1 – Chris Stapleton
- Cry Pretty – Carrie Underwood

### Nummer-1-Alben
Die folgende Liste umfasst die Nummer-eins-Hits der Billboard Top Country Albums des US-amerikanischen Musikmagazines Billboard chronologisch nach Wochenplatzierung.
- 2. Januar – What Makes You Country – Luke Bryan
- 6. Januar – The Anthology Part I: The First Five Years – Garth Brooks
- 13. Januar – Kane Brown – Kane Brown
- 3. Februar – Hallelujah Nights – Lanco
- 10. Februar – From A Room: Volume 2 – Chris Stapleton
- 31. März – Seasons Change – Scotty McCreery
- 14. April – Golden Hour – Kacey Musgraves
- 28. April – Rearview Town – Jason Aldean
- 12. Mai – Graffiti U – Keith Urban
- 16. Juni – 	This One’s for You – Luke Combs
- 23. Juni – The Mountain – Dierks Bentley
- 7. Juli – Dan + Shay – Dan + Shay
- 11. August – Songs for the Saints – Kenny Chesney
- 1. September – All of It – Cole Swindell
- 29. September – Cry Pretty – Carrie Underwood
- 20. Oktober – Desperate Man – Eric Church
- 17. November – Interstate Gospel – Pistol Annies
- 24. November – 	Experiment – Kane Brown
- 22. Dezember – Ticket to L.A. – Brett Young

## Gestorben
- 02. Januar – Rick Hall
- 23. Januar – Lari White
- 04. August – Lorrie Collins
- 27. Oktober – Freddie Hart
- 15. November – Roy Clark
- 31. Dezember – Ray Sawyer

## Neue Mitglieder der Hall of Fames

### Country Music Hall of Fame
- Ricky Skaggs
- Dottie West
- Johnny Gimble[4]

### International Bluegrass Music Hall of Fame
- Tom T. Hall & Dixie Hall
- Ricky Skaggs
- Paul Williams[5]

### Nashville Songwriters Hall of Fame
- Ronnie Dunn
- Byron Hill
- Wayne Kirkpatrick
- Joe Melson
- K.T. Oslin[6]

## Die wichtigsten Auszeichnungen

### Grammys
- Beste Country-Solodarbietung (Best Country Solo Performance) – Either Way, Chris Stapleton
- Beste Countrydarbietung eines Duos oder einer Gruppe (Best Country Duo/Group Performance) –  Better Man, Little Big Town
- Bester Countrysong (Best Country Song) – Broken Halos, Chris Stapleton (Autoren: Mike Henderson & Chris Stapleton)
- Bestes Countryalbum (Best Country Album) – From A Room: Volume 1, Chris Stapleton
- Bestes Bluegrass Album (Best Bluegrass Album) – All the Rage: In Concert Volume One (Live) – Rhonda Vincent and the Rage; Laws of Gravity – The Infamous Stringdusters

### ARIA Awards
- Best Country Album – Campfire – Kasey Chambers[7]

### Billboard Music Awards
- Top Country Song – Body Like a Back Road – Sam Hunt
- Top Country Artist – Chris Stapleton
- Top Country Album –  From A Room: Volume 1 – Chris Stapleton
- Top Country Duo/Group Artist – Florida Georgia Line
- Top Country Female Artist – Maren Morris
- Top Country Male Artist – Chris Stapleton

### Country Music Association Awards
- Entertainer of the Year – Keith Urban
- Song of the Year – Broken Halos – Chris Stapleton
- Single of the Year – Broken Halos – Chris Stapleton
- Album of the Year – Golden Hour – Kacey Musgraves
- Male Vocalist of the Year – Chris Stapleton
- Female Vocalist of the Year – Carrie Underwood
- Vocal Duo of the Year – Brothers Osborne
- Vocal Group of the Year – Old Dominion
- Musician of the Year – Mac McAnally
- New Artist of the Year – Luke Combs
- Musical Event of the Year – Everything's Gonna Be Alright (David Lee Murphy and Kenny Chesney)
- Music Video of the Year – Marry Me – Thomas Rhett[8]

### Academy of Country Music Awards
- Entertainer of the Year – Jason Aldean
- Female Vocalist of the Year – Miranda Lambert
- Male Vocalist of the Year – Chris Stapleton
- Vocal Duo of the Year – Brothers Osborne
- Vocal Group of the Year – Old Dominion
- New Female Vocalist of the Year – Lauren Alaina
- New Male Vocalist of the Year – Brett Young
- New Vocal Duo or Group of the Year – Midland
- Album of the Year – From A Room: Volume 1 von Chris Stapleton
- Single Record of the Year – Body Like a Back Road von Sam Hunt
- Song of the Year – Tin Man von Miranda Lambert – Autoren: Jack Ingram, Miranda Lambert, Jon Randall
- Video of the Year – It Ain’t My Fault von den Brothers Osborne
- Vocal Event of the Year – The Fighter von Keith Urban featuring Carrie Underwood
- Songwriter of the Year – Rhett Akins[9]

### American Music Awards
- Favorite Country Male Artist – Kane Brown
- Favorite Country Female Artist – Carrie Underwood
- Favorite Country Band/Duo/Group – Florida Georgia Line
- Favorite Country Album – Kane Brown – Kane Brown
- Favorite Country Song – Heaven – Kane Brown[10]